# 三重県道153号依那具市部線
三重県道153号依那具市部線（みえけんどう153ごう いなぐいちべせん）は、三重県伊賀市を通る一般県道である。

## 概要
伊賀市ゆめが丘2丁目から伊賀市市部に至る。

### 路線データ
- 起点：伊賀市ゆめが丘2丁目（三重県道154号依那具荒木線起点）
- 終点：伊賀市市部（字下川原684番1地先[1]：市部交差点、国道422号交点）
- 総延長：1,854 m

## 歴史
- 1995年（平成7年）4月1日 - 路線認定・供用開始[1][2]。

## 路線状況

### 交通量
平日12時間交通量
| 地点         | 交通量  |
| ------------ | ------- |
| 伊賀市依那具 | 3,432台 |

## 地理

### 通過する自治体
- 三重県
  - 伊賀市

### 交差する道路
| 交差する道路              | 交差する場所  | 交差する場所      |
| ------------------------- | ------------- | ----------------- |
| 三重県道154号依那具荒木線 | ゆめが丘2丁目 | 起点              |
| 国道422号                 | 市部          | 市部交差点 / 終点 |

### 沿線
- 上野新都市ゆめぽりす伊賀 - 近鉄不動産によって開発され、1997年（平成9年）に完成[4]した都市空間。県道153号が街区の主要な道路となっている。街区内には住宅や公共施設が整備されているほか、いくつかの企業が立地している。地区名は「ゆめが丘」。
  - 三重県立ゆめドームうえの - 財団法人伊賀市文化都市協会が指定管理者となっている[5]。
  - 特定医療法人岡波総合病院 - 2023年（令和5年）1月に伊賀市上之庄に移転[6]
  - 介護老人保健施設伊賀ゆめが丘
  - 伊賀越 第2工場（ゆめが丘工場）
  - ロート製薬 上野テクノセンター
    - さくらんぼハウス（事業所内保育所） - 2009年（平成21年）5月8日開設[7]。

  - 伊賀市立友生小学校
- 依那具新池